# Habitat spatial

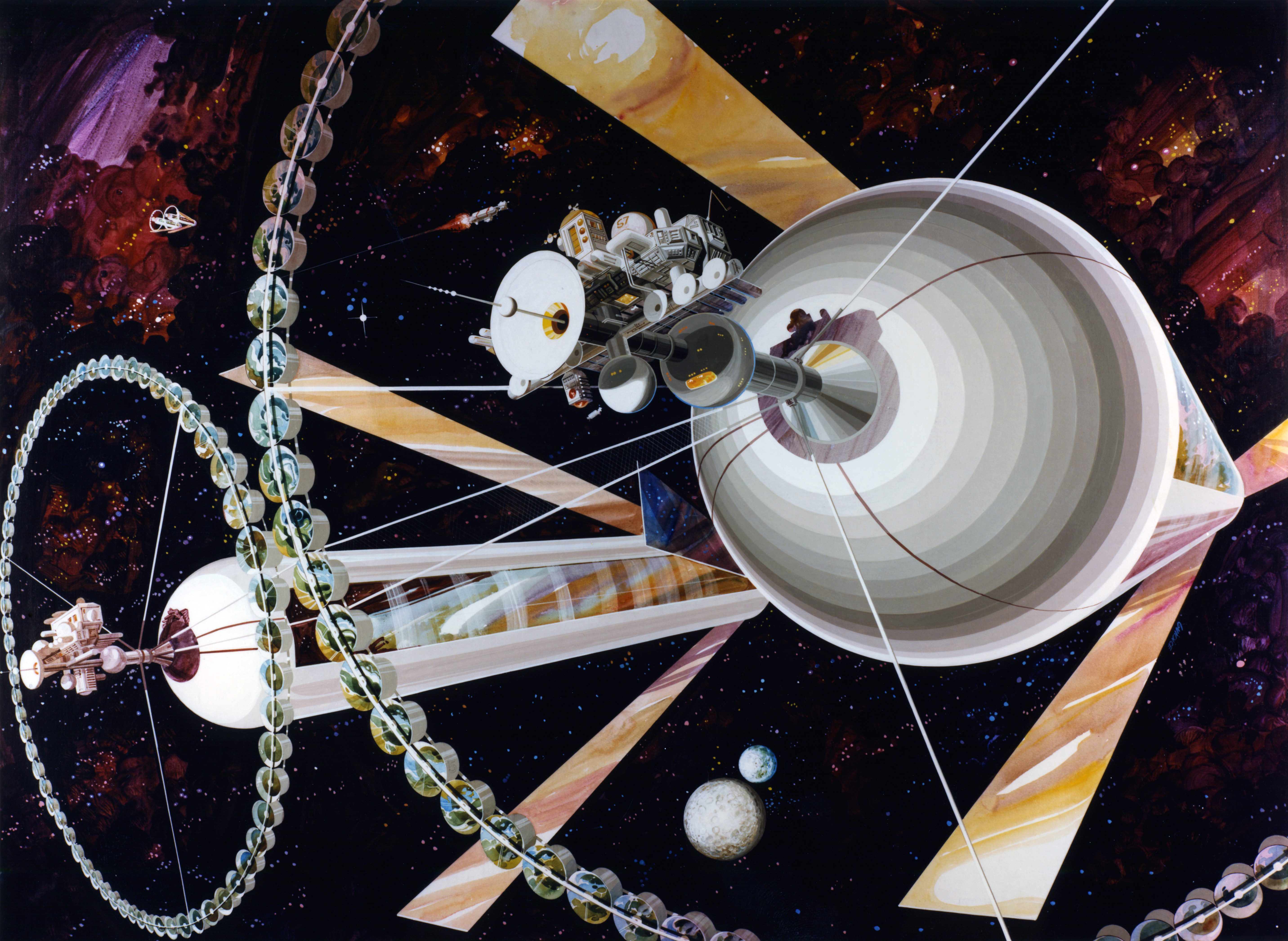
Une paire de cylindres O'Neill

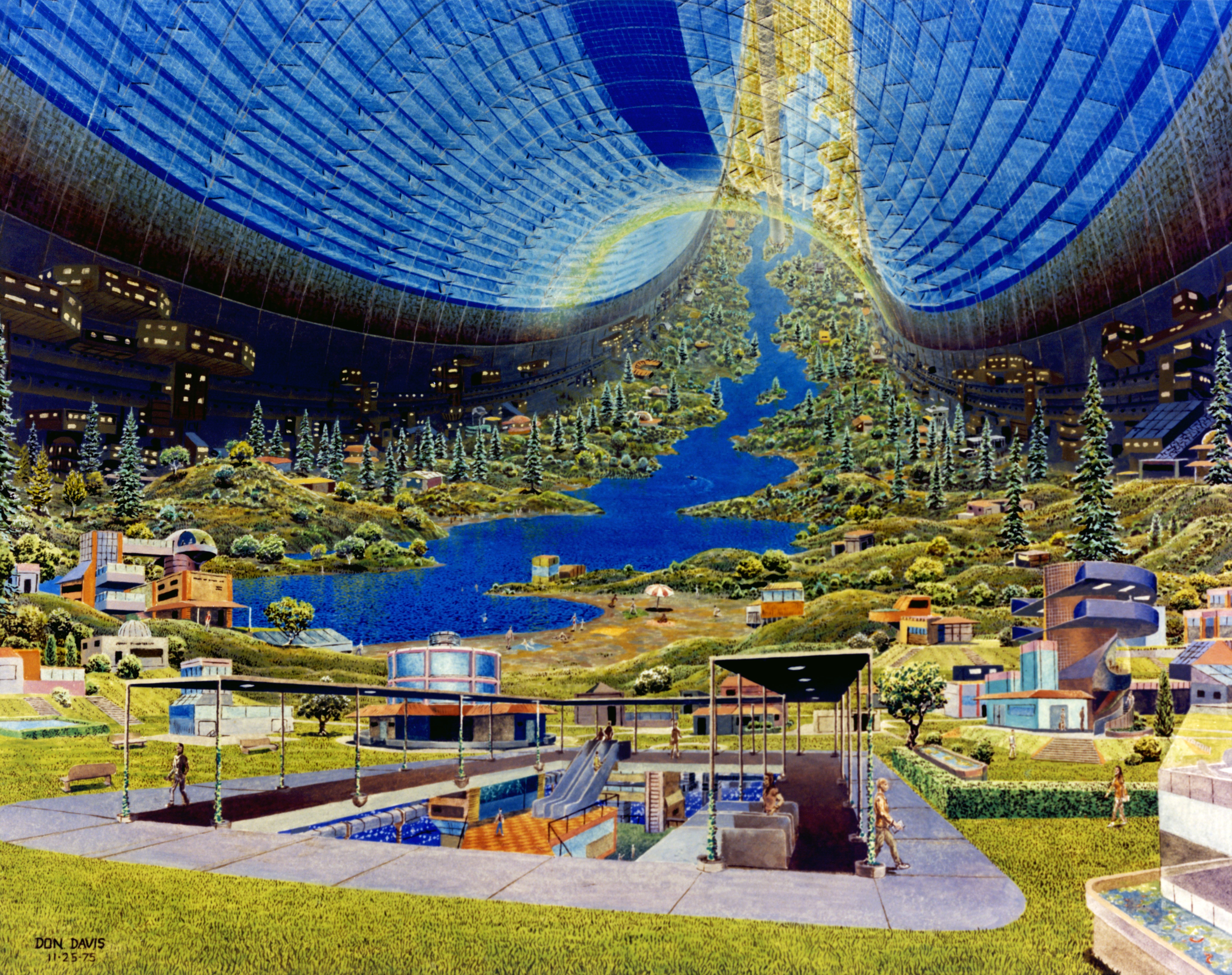
Intérieur d'un tore de Stanford

Un habitat spatial, aussi appelé colonie spatiale ou colonie orbitale, est une station spatiale qui est une installation permanente plutôt qu'un relais orbital ou autre installation spécialisée. Ce pourrait être une « ville » dans l'espace, où une population pourrait vivre, travailler et fonder des familles. Aucun habitat spatial n'a encore été construit, mais beaucoup de concepts ont été développés avec un degré variable de réalisme par aussi bien des ingénieurs que des auteurs de science-fiction.

## Motivation
La création d'habitats permanents dans l'espace relève aujourd'hui de la fiction. Il n'existe pas à cette date de raisons objectives qui pourrait motiver la création d'habitats permanents dans l'espace : 
- les travaux de recherche (biologie) se satisfont de séjours plus ou moins longs mais temporaires ;
- les expériences réalisées dans les stations spatiales  n'ont pas confirmé l'intérêt d'usines spatiales bénéficiant de la micro gravité ;
- aucune poussée démographique ne justifie la création d'un habitat spatial, même en spéculant sur un progrès considérable des techniques nécessaires et un abaissement important des coûts de lancement ;
- aucune menace provenant de l'espace (prévision de chute d'astéroïde...) n'a généré un effort technologique et financier susceptible de permettre l'émergence du savoir-faire nécessaire.

## Principaux problèmes et leurs solutions
- "Radiations" : les rayons cosmiques représentent un danger certain pour la vie humaine en dehors d'une atmosphère planétaire, les rayons gamma sont le principal danger car ils sont très pénétrants (1 cm de plomb ou 6 de béton sont nécessaires pour en réduire de moitié l'intensité) et l'apport de telles quantités de matières lourdes en orbite est un problème technique de taille.
- Autosuffisance: un habitat orbital signifie un milieu qui devra pratiquement évoluer en vase clos. De ce fait, tout le contenu organique devra être parcimonieusement recyclé. Au niveau de la nourriture, la culture hydroponique alliée aux OGM pourraient offrir une production suffisante pour être viable. L'eau et l'air devront aussi être recyclés continuellement. Cela signifie aussi que tout le système de survie sera basé sur un équilibre très précis à ne pas dérégler : croissance démographique ou perte de matière dans l'espace sont à éviter à tout prix.
- Affaiblissement métabolique : si l'humain n'est plus soumis à la gravitation/accélération gravitique (9,81 m/s2 pour la Terre), sa masse osseuse et musculaire diminue progressivement. Cet effet a été observé dès les premiers voyages spatiaux, quand les scientifiques ont fait subir une batterie de tests aux astronautes pour établir leur bilan de santé. Pour remédier à ce problème, il faut soit inclure plusieurs heures de sport et d'exercices physiques, soit entretenir une gravité artificielle semblable à celle de la Terre en accélérant/décélérant ou via un modèle de centrifugeuse (voir Tore de Stanford).
- Impact psychologique : l'enfermement dans des espaces exigus, la proximité des autres et l'absence de cycles habituels (jour/nuit, saisons...) ont des effets qui ne sont pas encore complètement établis à long terme. Des moyens simples peuvent créer l'illusion de jours et de nuits (intensité et longueur d'onde de la lumière) mais la claustrophobie, la paranoïa, l'apathie et d'autres troubles mentaux ont de fortes chances de se produire. Les expériences qui tendent à faire cohabiter des personnes dans un espace restreint montrent toutes ce genre de déviances à des stades de danger variables.

## Concepts (solutions)
Les concepts proposés par des études de la NASA incluent :
- Sphère de Bernal - "Island One", un habitat sphérique pour environ 20 000 personnes.
- Tore de Stanford - Une plus petite alternative à « Island One. »
- Cylindre O'Neill - « Island Three » (photo), l'habitat le plus grand.
- Système de support de vie - recycle l'eau, l'air...